# Phlogiellus insularis
Phlogiellus insularis é uma espécie de aranha pertencente à família Theraphosidae (tarântulas).